# 힐스테이트 범계역 모비우스
힐스테이트 범계역 모비우스(영어: Hillstate Beomgye Station Mobius)는 대한민국 경기도 안양시 동안구 호계동에 위치하고 있다.

## 같이 보기
- 안양시의 마천루 목록